# Västeråsfjärden

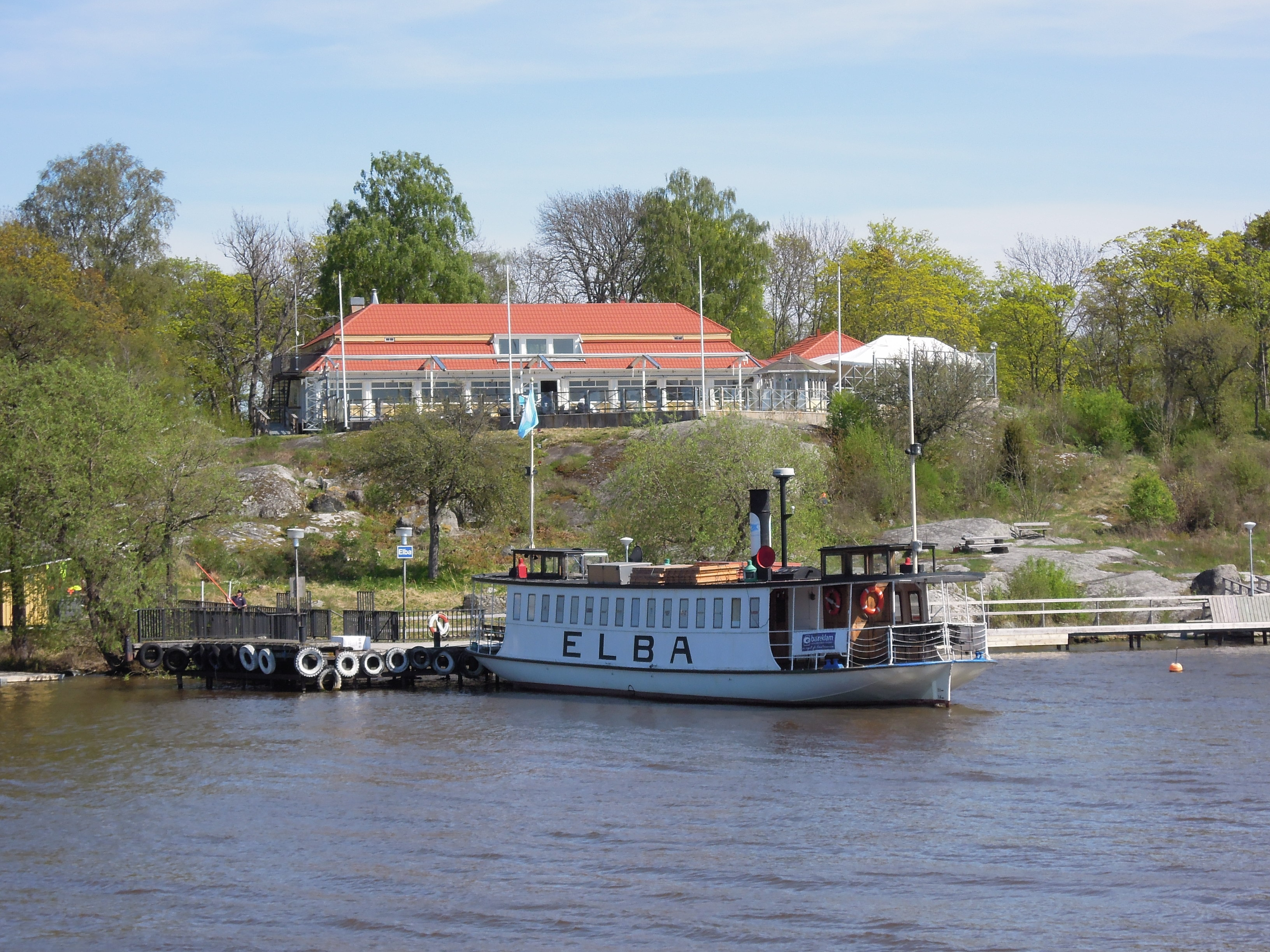
Ön Elba med Elbas sommarrestaurang och färjan M/S Elba

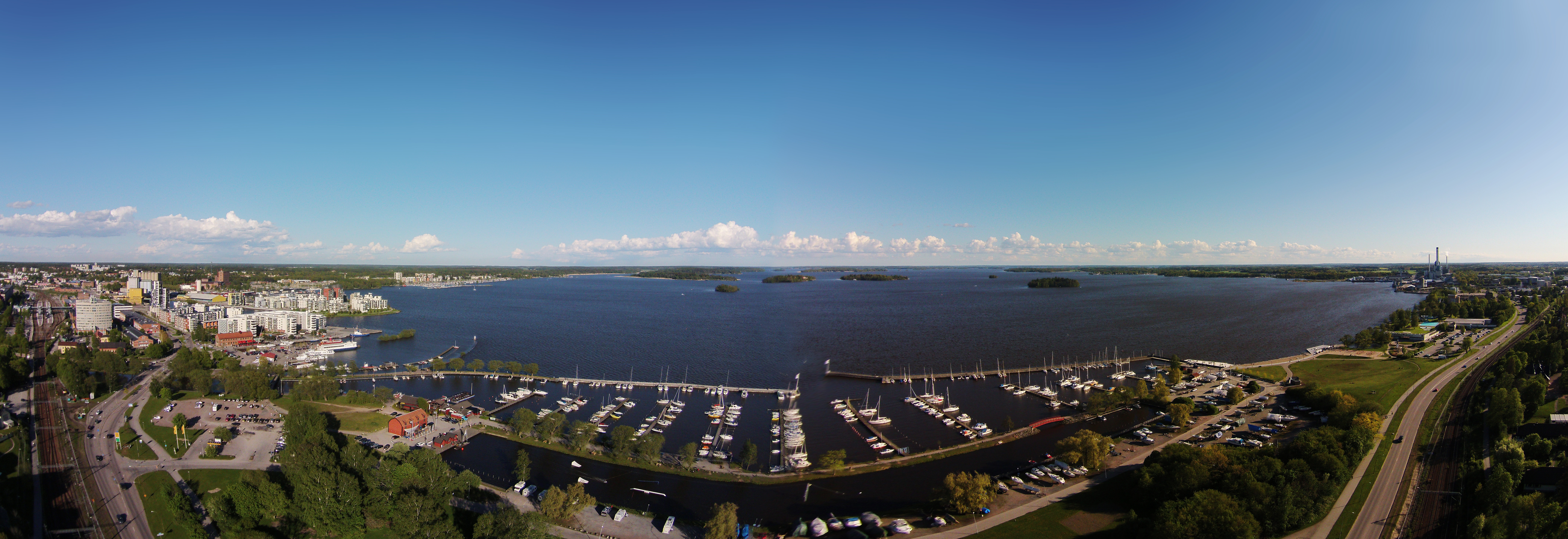
Vy över Mälaren söderut från Västerås (Lögarängen). Vid horisonten från vänster till höger: Stadsdelarna Östra hamnen, Lillåudden, Öster Mälarstrand, öarna Östra holmen, Amundsgrund (liten, i förgrunden), Elba, Västra Holmen, Hovaren (liten) och Kattskär samt Västerås kraftvärmeverk.

Västeråsfjärden är en fjärd i Mälaren. Den gränsar i söder till Fulleröfjärden och Ridöfjärden. Fjärden avgränsas i norr av Västerås med tillflöde från  Svartån.

## Trafik
Västeråsfjärden trafikeras av fartyg med gods som oftast lägger till vid Västerås djuphamn, granne med Västerås kraftvärmeverk. Turbåtar och utflyktsbåtar utgår från Färjkajen i Västerås hamn. Fritidsbåttrafik har tilläggsplatser i runt om norra delen av Västeråsfjärden, bland andra Lögarängshamnen, Kraftverkshamnen och Mälarparkshamnen vid Öster Mälarstrand.

## Öar
I Västeråsfjärden ligger följande öar (från norr): Amundsgrund, Kattskär, Östra holmen, Elba, Västra holmen, Hovaren och Björnön.

## Natur och miljö
I Västeråsfjärden finns Hästholmarnas naturreservat, som omfattar öarna Västra holmen, Elba och Östra holmen. Öarna Kattskär och Amundsgrund och Björnön är också naturreservat. Vid Västeråsfjärdens västra sida ligger naturreservatet Johannisberg.
Västeråsfjärden utgör en viktig del av Västerås naturliv, och ger möjlighet till bad, fiske, båtturer och på vintern skridskoutflykter och ispromenader. 
Miljöpåverkan på fjärden är stor från friluftsliv och industri. 
I Västerås har det under 2000- och 2010-talen byggts sjönära bostäder i de nya stadsdelarna Östra hamnen, Lillåudden och Öster Mälarstrand.